# گمینا وارتا بولسواویتسکا
گمینا وارتا بولسواویتسکا (به لهستانی:  Gmina Warta Bolesławiecka) یک گمینا در لهستان است که در شهرستان بولسواویتس واقع شده‌است. گمینا وارتا بولسواویتسکا ۱۱۰٫۹ کیلومتر مربع مساحت و ۷٬۷۳۰ نفر جمعیت دارد.